# 感染管理歯科衛生士
感染管理歯科衛生士（かんせんかんりしかえいせいし、英語: Infection Control Dental Hygienist、略称:ICDH）とは、感染管理（感染制御）の専門能力を有する歯科衛生士のことである。なお現在、本名称資格の認定制度は運用されていないが、日本口腔感染症学会の「院内感染予防対策認定歯科衛生士」の認定制度が運用されている。

## 概要
- 歯科医療の多くは、外科的処置を有するのであり、歯科医療に関わる医療従事者には感染管理に関する知識と技術が求められている。また、院内感染対策全体おいては、院内感染対策チームの下、インフェクションコントロールドクターや感染管理看護師、感染制御専門薬剤師、感染制御認定臨床微生物検査技師、滅菌技士など感染制御を専門とする専門職が創設され高度な専門技術と知識をもって院内感染防止などに対応している。このような中で、歯科医師をアシスタントする歯科衛生士にも感染管理に関する高度な専門能力を与え、歯科医療現場におけるさらなる感染管理の徹底や感染対策チームにおける医科と歯科の連帯強化などを目的として歯科衛生士に感染管理の専門認定制度を設けようと提案したことによる[1]。
- 現在、日本においては日本口腔感染症学会が認定する「院内感染予防対策認定歯科衛生士」の制度[2]や日本歯科衛生士会の厚生労働省委託事業としての感染症予防歯科衛生士講習会などにおいて、専門制度が実施されている。

## 感染管理専門資格
- 感染症専門医
- インフェクションコントロールドクター（ICD）
- 感染管理看護師（感染症対策看護師）（ICN）
- 感染制御専門薬剤師（ICPH）
- 感染制御認定臨床微生物検査技師（ICMT）
- 感染管理介護福祉士（ICCW）
- 滅菌技士（第一種・第二種）
- 医療環境管理士

## 感染管理組織
- 院内感染対策チーム（感染制御チーム・感染対策チーム）（ICT）
- 院内感染対策委員会（感染制御委員会・感染対策委員会）（ICC）